# Tützpatz
Tützpatz ist eine Gemeinde im Norden des Landkreises Mecklenburgische Seenplatte. Historisch gesehen gehört sie aber zu Pommern. Bis Ende 2003 war die Gemeinde Verwaltungssitz des Amtes Kastorfer See. Seither ist sie Teil des Amtes Treptower Tollensewinkel mit Sitz in Altentreptow.

## Geografie

### Geografische Lage
Tützpatz liegt 8,5 Kilometer nordwestlich von Altentreptow und 18 Kilometer östlich von Stavenhagen. Nordöstlich liegt der „Tützpatzer Wald“, ein größerer Forst. Der Ort und seine Umgebung liegen auf einer leicht welligen Hochfläche mit 52 bis 76 Meter über NHN, der Ortsteil Idashof liegt etwas höher, bei 85 bis 90 Meter NHN. Dort liegt auch die höchste Erhebung der Gemeinde auch dort mit 90,4 Meter über NHN. 1,5 Kilometer westlich von Tützpatz verläuft die Grenze nach Mecklenburg.
Nahe der westlichen Gemeindegrenze entspringt der Goldbach, der durch den Ortsteil Tützpatz verläuft und in östlicher Richtung durch die „Neue Torfkuhle“ – einen Teich – und weiter durch die verlandete „Alte Torfkuhle“ in die Tollense abfließt. Die rund zwei Kilometer nordöstlich von Tützpatz gelegene „Alte Torfkuhle“, ist 14,7 ha groß und steht als Niedermoor-Biotop unter Schutz. Westlich von Tützpatz liegen der „Schwarze See“, der „Blanke See“ und der „Lange See“. Es sind teilweise verlandete Seen, die während der Preußischen Uraufnahme (zwischen 1830 und 1865) noch offene Gewässer waren. Nördlich von Schossow entspringt mit dem Torneybach ein weiterer Zufluss der Tollense im Gemeindegebiet.

### Gemeindegliederung
Ortsteile
- Tützpatz
- Idashof
- Schossow

### Nachbargemeinden
Das sind: Gültz im Nordosten, Pripsleben im Osten, Wolde im Süden, Röckwitz im Westen und Altenhagen im Nordwesten.

## Geschichte

### Schossow
Der Ort und das Gut wurden 1245 erstmals urkundlich genannt. Das Gut gehörte u. a. den Familien von Walsleben, später dann von Maltzahn. Es blieb, bis auf eine kleine Fehde mit der Familie Preen, in deren Besitz bis 1945. Der letzte Besitzer, Helmuth Freiherr von Maltzahn wurde nach dem Attentat vom 20. Juli 1944 auf Hitler verhaftet und blieb bis Kriegsende im Gefängnis Greifswald. Nach seiner Enteignung in der Bodenreform kurzfristig durch die sowjetische Besatzungsmacht interniert, floh er im Oktober 1945 wegen drohender erneuter Verhaftung nach Westdeutschland.
Am 1. Juli 1950 wurde Schossow eingegliedert.
Das nach dem Ersten Weltkrieg erbaute Gutshaus Schossow wurde in den 1980er Jahren abgerissen.

### Tützpatz

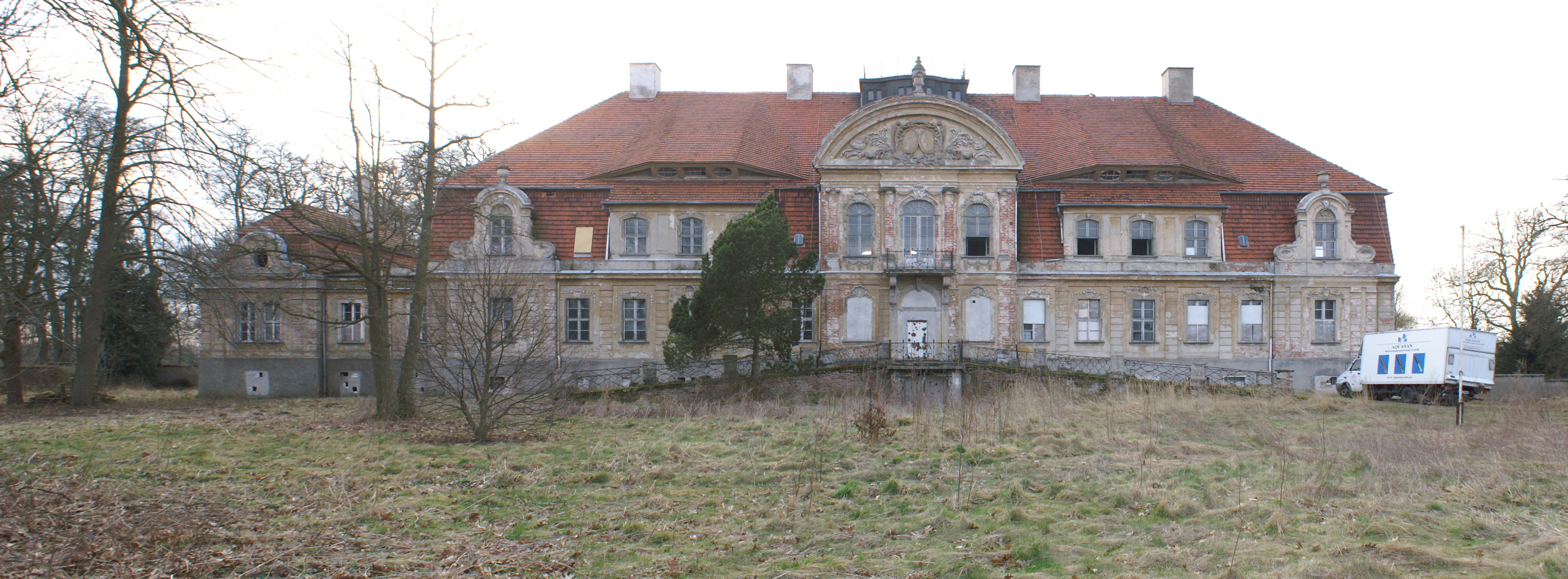
Gutshaus Tützpatz

Tützpatz und das Gut gehörten ursprünglich der Familie von Maltzahn. 1776 kam das Gut an die Familie von Linden. Bereits 1778 ließ Karl Friedrich von Linden das barocke Herrenhaus erbauen, ein eingeschossiger, 15-achsiger Putzbau mit Dachgeschoss sowie beidseitigen Mittelrisaliten mit der halbrunden Überkronung. 1785 erbte Georg Christian von Heyden das Gut. Dieser Familienzweig übernahm den Namen von Heyden-Linden und blieb bis 1945 im Besitz des Gutes. Die weitläufige Gutsanlage ist mit Herrenhaus, Marstall, Scheunen, Ställen, Speichern, Schmiede und Wohnhäusern relativ vollständig erhalten. Durch Leerstand ist ein fortschreitender Verfall sichtbar. 
Der ursprünglich barocke Park wurde später in einen englischen Landschaftspark umgewandelt.
Das Gut wurde nach dem Krieg zu einem VEG (Volkseigenes Gut). Das Gutshaus selbst war Wohnhaus und Verwaltungssitz des VEG.

### Idashof
Der Ort wurde ursprünglich als Vorwerk zu Tützpatz angelegt und bestand nur aus einem Vierseit-Gehöft.

## Wappen, Flagge, Dienstsiegel
Die Gemeinde verfügt über kein amtlich genehmigtes Hoheitszeichen, weder Wappen noch Flagge. Als Dienstsiegel wird das kleine Landessiegel mit dem Wappenbild des Landesteils Vorpommern geführt. Es zeigt einen aufgerichteten Greifen mit aufgeworfenem Schweif und der Umschrift „GEMEINDE TÜTZPATZ • LANDKREIS MECKLENBURGISCHE SEENPLATTE“.

## Sehenswürdigkeiten

### Bauwerke
- Gutshaus Tützpatz: Fünfzehnachsiger, schlossartiger Putzbau von 1779 im Barockstil mit Rokokoelementen, nach einem Brand 1908 im neubarocken Stil wiederaufgebaut. Zum Gutshof gehören  Wohn- und Wirtschaftsgebäuden sowie ein englischer Landschaftspark aus dem 19. Jahrhundert, in dem noch barocke Elemente auszumachen sind.
- Gutsanlage Tützpatz, noch fast vollständig. Viele Gebäude mit Feldsteinsockel. dreigeschossiger Backstein-Gutsspeicher an der Durchfahrtsstraße.
- Dorfkirche Tützpatz: Verputzte Feldsteinkirche aus dem 15. Jahrhundert mit polygonalem Chor; erweitert durch Anbau nach Norden sowie im 18. Jahrhundert um den aufgesetzten Fachwerkturm. Zur Ausstattung zählen der Kanzelaltar aus dem 18. Jahrhundert, das Kruzifix und zwei Holzfiguren aus dem 16. Jahrhundert sowie  Maltzahn-Epitaphe. Am Südportal ist ein Teil einer Trogmühle vermauert. Auf dem umliegenden Friedhof befinden sich Gräber der Familie Heyden-Linden.
- In einigen Straßenzügen Tützpatz ist noch die ursprüngliche Anlage als Gutsdorf mit eingeschossigen traufständigen Wohnhäusern, teils aus dem 18. Jahrhundert, zu erkennen.

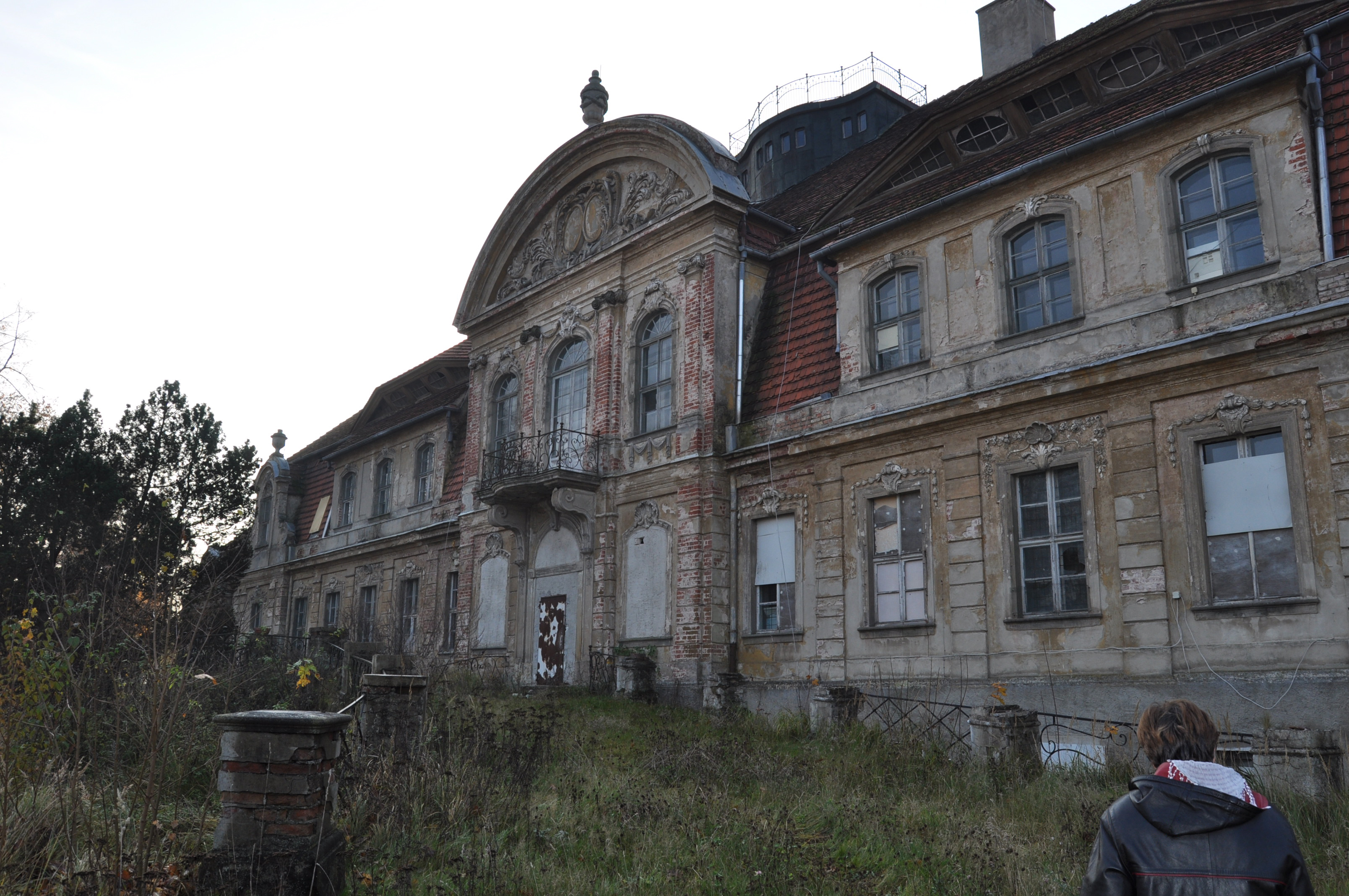
Herrenhaus Tützpatz Hofseite-Eingangsportal
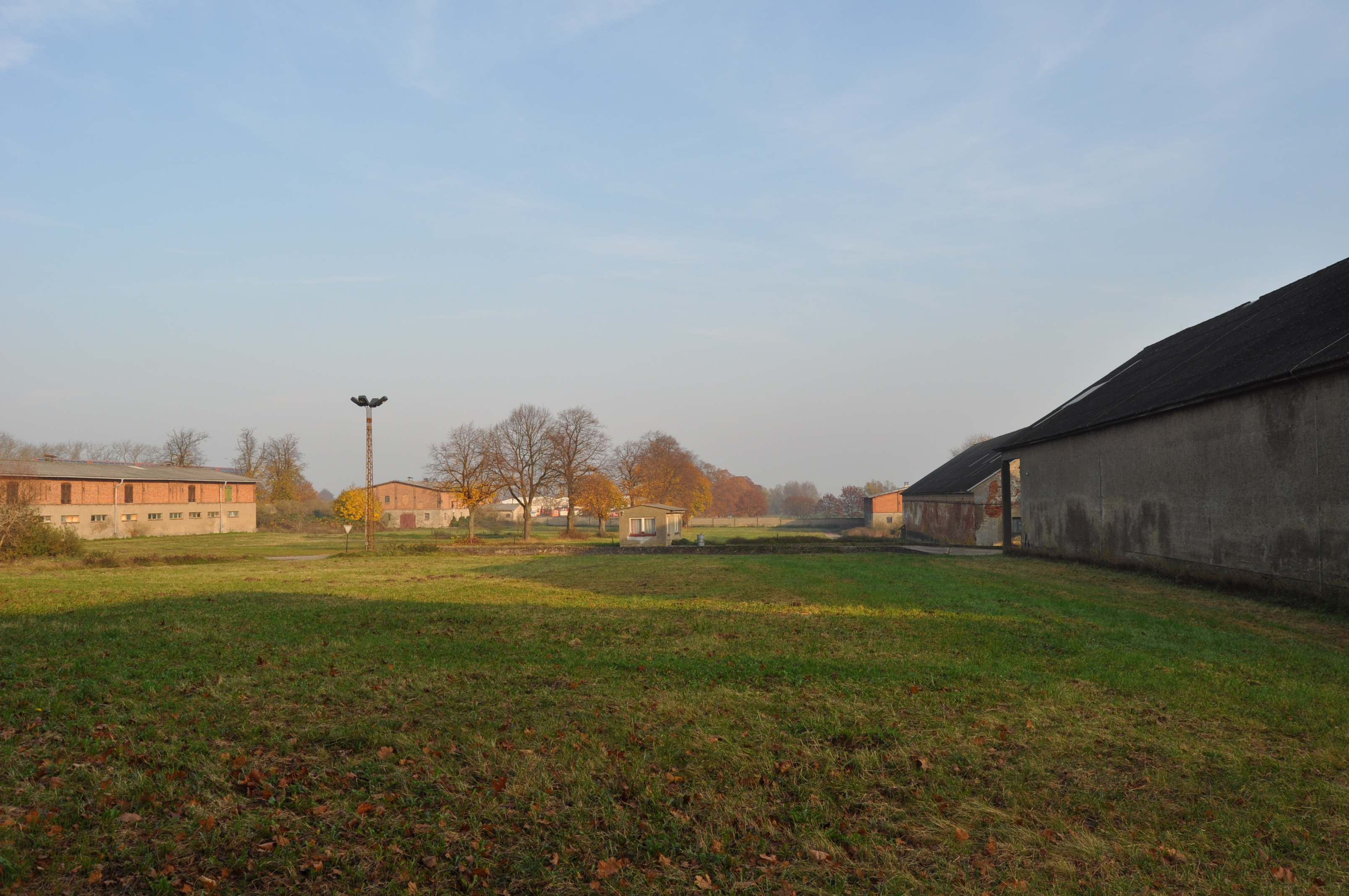
Gutsanlage Tützpatz nach Osten
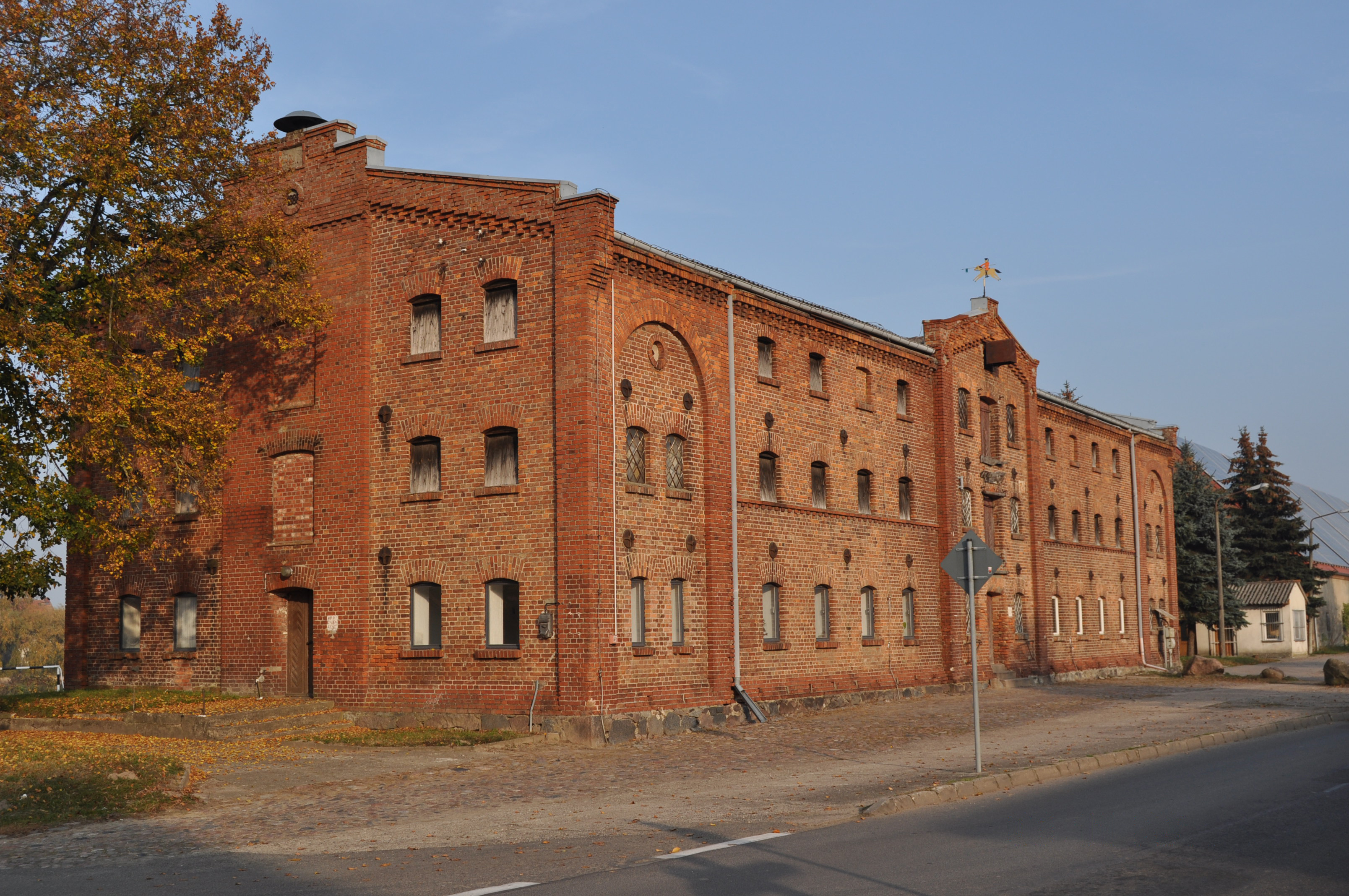
Backsteinspeicher Tützpatz
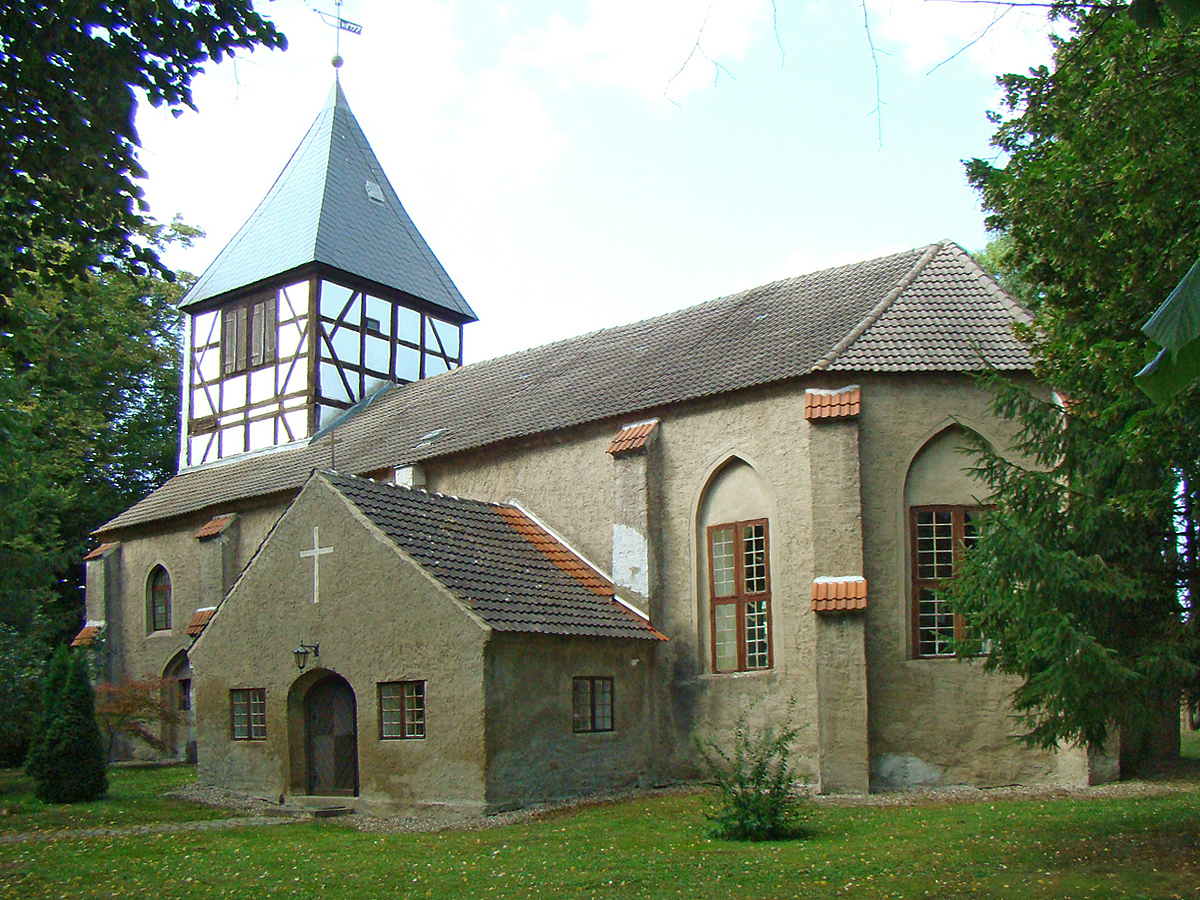
Dorfkirche Tützpatz
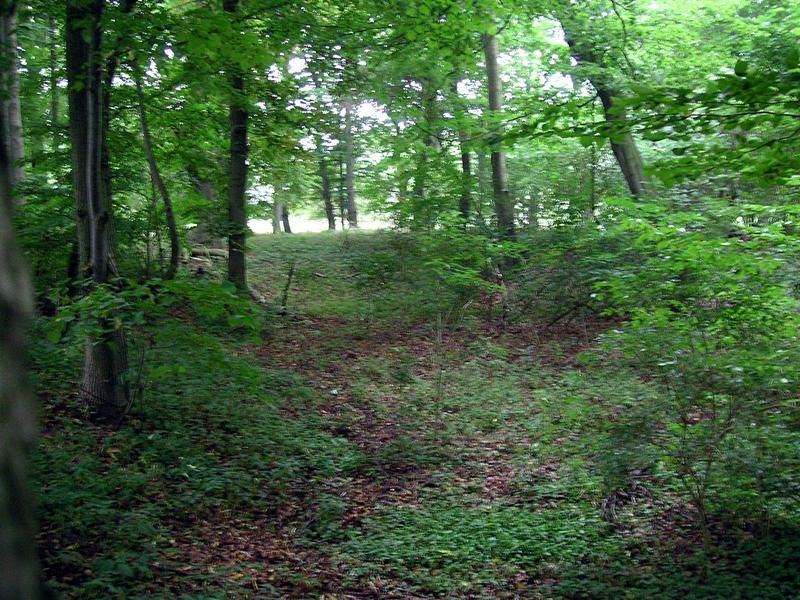
Burgwall Schossow

### Grünanlagen, Bodendenkmale und Naherholung
- In der Südwestecke des Parks Tützpatz und am Dorfteich die Turmhügel Schneckenberg und Wallinsel
- Südlich von Tützpatz liegen drei gut erhaltene bronzezeitliche Hügelgräber (1700 bis 600 v. Chr.), darunter ein Steinhügelgrab.
- Slawischer Burgwall aus dem 10. bis 12. Jahrhundert in Schossow
- Nordöstlich von Tützpatz und östlich von Idashof sind jeweils ein Großsteingrab aus der Jungsteinzeit (5000 bis 1700 v. Chr.) verzeichnet

## Wirtschaft und Infrastruktur

### Unternehmen
Das Gemeindegebiet ist landwirtschaftlich geprägt. In den Orten sind aber darüber hinaus weitere Gewerbebetriebe angesiedelt.
2023 gab Vattenfall bekannt, bei Tützpatz eine Agri-Photovoltaikanlage mit einer Leistung von 79 MW zu bauen. Der Solarpark soll als große Testanlage für die kombinierte Nutzung von Fläche für landwirtschaftliche Zwecke und die Solarstromerzeugung dienen. Die Inbetriebnahme ist für 2024 angestrebt.

### Verkehr
Tützpatz liegt direkt an der Landesstraße 27. Die Landesstraße 35 (ehemalige B 96) verläuft östlich der Gemeinde. Tützpatz ist auch über den Anschluss Altentreptow der Bundesautobahn 20 zu erreichen.
Das Gemeindegebiet wurde von 1897 bis 1945 von den Demminer Bahnen gequert. Im Besonderen war es die Linie „AG Demminer Kleinbahnen West (DKBW)“, die Idashof, Tützpatz und Schossow berührte und in Richtung Altentreptow weiter führte.